# Cotoneaster harrysmithii
Cotoneaster harrysmithii là loài thực vật có hoa trong họ Hoa hồng. Loài này được Flinck & B. Hylmö mô tả khoa học đầu tiên năm 1962.